# Roman Hubník
Roman Hubník (nascut el 6 de juny de 1984 en Vsetín, Regió de Zlín, Moràvia) és un futbolista txec que actualment juga de Defensa pel Hertha BSC.